# Square (アルバム)
『square』は、日本のロックバンド、INKTの4枚目のアルバム。（フルアルバムとしては2枚目）2017年5月3日にNatural Ace Recordsより発売。販売元はタワーレコード株式会社。
オリコンチャート内インティーズアルバムランキングでは初登場2位を記録した。
2017年9月1日をもって解散したため、事実上最後のアルバムとなった。

## 解説
- フルアルバムは1stアルバム『INKT』から約2年半ぶり[2]のリリース。
- リード曲の「Break Down」は発売前の4月21日にMVが公開され[3]、4月25日からはiTunesでの先行ダウンロードが実施された。
- 3月より始まった初の47都道府県ツアー中のリリースということで、発売前にもアルバム収録の新曲5曲は披露していた[4]。

## 収録曲
1. Break down
  - 作曲：KOKI　作曲：mACKAz
2. Hell yeah
  - 作詞：KOKI　作曲：Kei
3. Bastard
  - 作詞：KOKI　作曲：SASSY
4. Paint the town red
  - 作詞：KOKI　作曲：mACKAz
5. Uncontrol
  - 作詞：KOKI　作曲：Kei
6. Dancing fools
  - 作詞：KOKI　作曲：Kei
7. I wanna know
  - 作詞：KOKI　作曲：SASSY
8. Swear for you
  - 作詞：KOKI　作曲：mACKAz
9. I guess...
  - 作詞：KOKI　作曲：mACKAz
10. Crazy world
  - 作詞：KOKI　作曲：SASSY